# Miltochrista gratissima
Miltochrista gratissima là một loài bướm đêm thuộc phân họ Arctiinae, họ Erebidae.